# Casteltermini
Casteltermini es una comuna siciliana, en la provincia de Agrigento.

## Economía
La Economía de Casteltermini se basa sobre todo en actividades agropecuarias, pero en 2009 y gracias al apoyo de la República Italiana a las energías renovables, la empresa portuguesa [Martifer Solar]https://web.archive.org/web/20131207012930/http://www.martifersolar.com/, ha instalado una planta solar fotovoltaica de 3 MW pico de potencia en la localidad, lo que ha creado puestos de trabajo en el sector de las energías renovables y un interés por parte de la comunidad por esta industria en particular. 

## Evolución demográfica
| Gráfica de evolución demográfica de Casteltermini entre 1861 y 2001 |
|                                                                     |
| Fuente ISTAT - elaboración gráfica de Wikipedia                     |

- Datos: Q431446
- Multimedia: Casteltermini / Q431446

1. ↑  Worldpostalcodes.org, código postal n.º 92025.
2. ↑  «Codici Catastali». Comuni-italiani.it (en italiano). Consultado el 29 de abril de 2017.